# Cuphea aperta
Cuphea aperta är en fackelblomsväxtart som beskrevs av Emil Bernhard Koehne. Cuphea aperta ingår i släktet blossblommor, och familjen fackelblomsväxter. Inga underarter finns listade i Catalogue of Life.